# サンタが殺しにやって来た
『サンタが殺しにやって来た』は、1996年12月23日22:30 - 23:54に、メディアミックス・ジャパン（MMJ）が製作し、関西テレビ放送で「クリスマスドラマスペシャル」と称して放送されたローカルテレビドラマ。バブルの余熱が残る1990年代の世相を反映した、いわゆるクリスマス・ファシズムをテーマにした作品であり、クリスマスに浮かれるカップルをサンタが惨殺するという怪作ホラードラマである。
翌年には続編である「サンタが殺しにやって来た2」が製作された。

## キャスト
- 相沢さやか : ともさかりえ
- サンタクロース : 古尾谷雅人
- 河相我聞
- 前田吟

## スタッフ
- 脚本・演出 - 両沢和幸
- プロデュース - 安藤和久（関西テレビ）、東城祐司（MMJ）、遠田孝一（MMJ）
- 企画 - 山崎一彦（関西テレビ）、濱星彦（関西テレビ）
- 音楽 - 小堀博孝

## 続編
『サンタが殺しにやって来た2』1997年12月23日放送。

### キャスト (2)
- 桂木美沙子 - 高島礼子
- 倉田智美 - 安達祐実
- サンタクロース - 古尾谷雅人
- 妖精のミミ、ナナ - 三倉茉奈、三倉佳奈
- 井原 - 本田博太郎
- 広瀬洋子 - 越智静香
- 倉田健太郎 - 北見敏之
- 田端刑事 - 大河内浩
- 上野刑事 - 佐久間哲
- 浩二 - 阿部サダヲ
- 警官 - 遠城啓輔
- キャスター - 近藤サト（フジテレビアナウンサー）

### スタッフ (2)
- 脚本・演出 - 両沢和幸
- プロデュース - 安藤和久（関西テレビ）、東城祐司（MMJ）、遠田孝一（MMJ）
- 企画 - 山崎一彦（関西テレビ）、濱星彦（関西テレビ）
- 音楽 - 小林つん太